# گروه آموزش آپولو
گروه آموزش آپولو (انگلیسی: Apollo Education Group) شرکت فناوری آموزشی آمریکایی است، که در سال ۱۹۷۳ تأسیس شد.